# Euridice (corvetta)
L'Euridice è stata una corvetta a vela della Regia Marina, già fregata a vela della Marina del Regno di Sardegna.

## Storia
Costruita nel 1827-1828 nei cantieri genovesi della Foce per la Marina del Regno di Sardegna, la nave era originariamente classificata come fregata a vela ed era armata con 44 cannoni da 18 libbre a palla, disposti in batteria coperta. Scafo in legno, la nave aveva tre alberi a vele quadre (armamento velico a nave) e buone caratteristiche di robustezza, velocità e tenuta del mare.
Il 26 novembre 1832 l'Euridice, insieme alla fregata Carlo Felice ed all'avviso Dione, lasciò Genova per Napoli per scortare, insieme ad alcune unità napoletane (brigantino Principe Carlo ed avvisi Leone ed Aquila), la fregata borbonica Regina Isabella, con a bordo i neo sposi Ferdinando II delle Due Sicilie e Maria Cristina di Savoia (che soffrì notevolmente di mal di mare durante la navigazione: le navi giunsero a Napoli il 30 novembre.
Per gran parte della propria vita operativa la fregata operò al di fuori delle acque italiane. Nel 1832 e nel 1835 venne inviata nelle acque della Tunisia, dove le continue rivolte mettevano a rischio i sudditi sardi là stabiliti. Nel dicembre 1833 fu imbarcato sulla nave, come marinaio e con il nome fittizio di «Cleombroto», Giuseppe Garibaldi, che, insieme all'amico Eduardo Mutru, cercò di propagandare la causa italiana, venendo però per questo sorvegliato e quindi trasferito sulla fregata Des Geneys in partenza per l'America, dalla quale disertò.
Nel 1836 l'Euridice, al comando del capitano di fregata Francesco Serra, venne inviata a Montevideo, dove giunse nell'agosto di quell'anno, e per due anni stazionò in Sudamerica a protezione delle società commerciali liguri fiorite nel continente, svolgendo inoltre compiti di rappresentanza e di vigilanza ed assistenza ai velieri italiani presenti in quelle acque. Tra il 1836 ed il 1838 l'unità stazionò a Rio de Janeiro e sul Rio della Plata, e successivamente ebbe anche occasione di risalire il Rio delle Amazzoni, tornando poi in Italia.

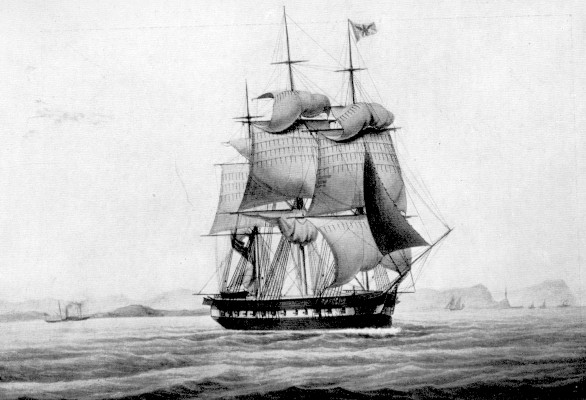
LEuridice nel suo primo viaggio in Sudamerica, in un dipinto del 1838.

Nell'aprile 1842 la fregata, al comando di Maurizio Di Villarey, designato nuovo comandante della Stazione Navale sarda sul Rio della Plata, venne nuovamente inviata in America Latina, giungendo a Montevideo il 4 luglio di quell'anno. Durante la stazione nacque un dissidio tra il locale console sardo Picolet d'Hermillon, che desiderava un intervento deciso da parte della Marina per porre fine alle violenze ai danni di cittadini sardi, ed il comandante Villarey, che preferiva invece restare immobile con la sua nave sul Rio della Plata, senza prendere iniziative, nemmeno dopo l'arresto di un ufficiale dell'Euridice da parte dei soldati di Manuel Oribe, anche perché la maggior parte dei sudditi sardi e liguri erano in buoni rapporti con le autorità argentine. Dopo aver lungamente stazionato a Rio de Janeiro e Montevideo a protezione delle comunità commerciali liguri, nel 1844 la fregata lasciò le acque sudamericane per rientrare in patria.
Nel corso degli anni l'armamento della nave subì vari ridimensionamenti: nel 1840, infatti, la fregata risultava armata con 40 cannoni, e nel 1848 con trentadue bocche da fuoco.
Dal 1844 al 1848 l'Euridice venne impiegata nelle acque del Regno di Sardegna, mentre nel 1848 partecipò alla prima guerra d’indipendenza. Nel luglio 1848, infatti, la fregata, allora al comando del capitano di vascello Gioacchino Boyl, insieme agli avvisi Gulnara, Ichnusa, Authion, Goito e Monzambano, venne inviata a rafforzare la squadra sarda che impose il blocco al porto di Trieste, a favore di Venezia insorta. Dal 7 giugno al 14 agosto le navi sardo-piemontesi e ad alcune unità venete, stazionarono al largo di Trieste nell'ambito del blocco navale imposto alla città, importante porto civile e militare austro-ungarico. Tale blocco rimase però sulla carta, dato che la squadra sardo-veneta, giunta davanti a Trieste già il 23 maggio, aveva ricevuto diversi consoli delle nazioni della Confederazione tedesca, i quali affermarono che qualunque atto di guerra contro Trieste sarebbe stato considerato anche contro i loro stati. La squadra italiana rimase pertanto inattiva, e non reagì nemmeno quando, il 6 giugno, la nave ammiraglia San Michele venne colpita di rimbalzo da una palla sparata per provocazione da una fregata austroungarica. Nonostante la formale proclamazione del blocco, avvenuta l'11 giugno, diverse navi nemiche con carichi militari riuscirono ad entrare ed uscire da Trieste senza incontrare ostacoli. Le navi sarde rientrarono a Venezia in agosto e ricevettero l'ordine di ritrasportare in Piemonte via mare il corpo di spedizione sardo-piemontese del generale La Marmora, costituito da circa 2.000 uomini. Tornate ad Ancona il 9 settembre, negli ultimi giorni di ottobre le navi effettuarono una breve puntata su Venezia, per poi tornare rapidamente nel porto marchigiano. La Squadra sarda fu poi fatta rientrare in patria in seguito alla definitiva sconfitta di Novara. Nella fase finale della campagna, nel 1849, aveva assunto il comando della nave il capitano di vascello di II classe Carlo Pellion di Persano, che mantenne il comando dell'Euridice sino al dicembre di quell'anno.
Nel 1853 l'Euridice trasportò in Inghilterra l'equipaggio destinato ad armare la pirofregata ad elica Carlo Alberto, in costruzione in quel Paese, e, rientrata in Mediterraneo, venne inviata a Smirne, dove rimase come stazionaria sino al 1854-1855.
Nel 1855-1856, durante la guerra di Crimea, l'Euridice fece parte della Divisione Navale sarda inviata in Crimea (forte complessivamente di 23 navi di vario tipo, 126 pezzi d’artiglieria e 2574 uomini) e prese parte alle operazioni di tale conflitto, recandosi più volte in Mar Nero in compiti di supporto logistico.
Il 17 marzo 1861, con la nascita della Regia Marina, l'anziana Euridice venne iscritta nei ruoli della nuova forza armata, dapprima come fregata e poi, dal 14 giugno 1863, come corvetta a vela di I rango. L'armamento venne ridotto a 24 cannoni da 40 libbre in batteria e cinque cannoni-obici da 20 libbre su affusti circolari, e successivamente fu ulteriormente ridimensionato a 20 cannoni da 18 libbre, mentre l'equipaggio, da 339 unità, calò a 7 ufficiali e 223 sottufficiali e marinai. A partire dal 1863, contestualmente con il declassamento a corvetta, la nave, ormai troppo anziana e superata per servire come unità da guerra, venne adibita a compiti di nave scuola, venendo utilizzata per l'addestramento di sottotenenti di vascello, allievi delle Scuole Navali e delle Scuole per Mozzi e Novizi.
Durante una delle sue campagne d'istruzione la vecchia unità si recò nell'Atlantico e nel Pacifico, doppiando, durante il viaggio di ritorno, Capo Horn, mentre nel 1862 aveva raggiunto il Mare del Nord ed il Baltico.
Il 13 febbraio 1867 la nave, mentre era rimorchiata da un piroscafo al largo di Portofino, speronò accidentalmente il brigantino Consorzio, distruggendone tagliamare, bompresso ed alberetto di prua e provocando seri danni all'opera morta della nave investita.

LEuridice alla fonda a Napoli nel 1867

Nella primavera del 1867 l'Euridice, agli ordini del comandante Ferdinando Acton, venne aggregata alla II Squadra d'Evoluzione, composta da unità a vela tutte particolarmente anziane – la fregata San Michele e le corvette Valoroso, Iride e Zeffiro – insieme alle quali compì una campagna d'istruzione per 35 sottotenenti di vascello (dieci dei quali sull'Euridice) nel Mediterraneo occidentale e nell'Atlantico. Durante tale campagna la squadra, partita in aprile, toccò le Canarie, le isole di Capo Verde, le Azzorre e diversi porti della Francia settentrionale e dell'Inghilterra, approdando poi a Cagliari ad inizio settembre per poi toccare Sardegna, Corsica e Baleari.
Nel 1868 l'Euridice, insieme ad Iride, Valoroso e Zeffiro, partecipò ad una nuova crociera addestrativa nel Mediterraneo orientale, agli ordini del capitano di fregata Persichetti: durante una sosta a Smirne, nella notte tra il 6 ed il 7 agosto 1868, gli equipaggi delle quattro corvette collaborarono attivamente alle operazioni di spegnimento di un violento incendio scoppiato in alcuni edifici della città turca. Sempre nel corso della tappa a Smirne venne assassinato un sergente, membro dell'equipaggio dell'Euridice. Il 15 agosto le navi italiane ripartirono da Smirne alla volta di Napoli.
Radiata il 9 maggio 1869, l'ormai vecchia Euridice venne avviata alla demolizione. La polena della nave, una statua lignea alta 180 cm ritraente la ninfa eponima piangente e recante la fiaccola della vita nella mano destra, è conservata presso il Museo Tecnico Navale di La Spezia.